# Монте Маренцо
Мо̀нте Марѐнцо (на италиански: Monte Marenzo, на западноломбардски: San Paol, Сан Паол) е село и община в Северна Италия, провинция Леко, регион Ломбардия. Разположено е на 440 m надморска височина. Населението на общината е 1994 души (към 2014 г.).